# Ordensburg Hohenstein
Die Burg Hohenstein war eine Ordensburg des Deutschen Ordens in dem damals ostpreußischen Ort Hohenstein, heute Olsztynek.

## Geschichte
Die Burg Hohenstein wurde 1350 unter der Komtur Günter von Hohensteins nördlich des Mispelsees angelegt, nach dem auch Burg und Ort benannt wurden. Nach der verlorenen Schlacht bei Tannenberg brannte der Orden die Burg 1414 selbst nieder, um sie nicht den Polen in die Hände fallen zu lassen.
Unter der Komtur von Wolf von Sansheim wurde sie jedoch bald wieder aufgebaut. 1440 trat Hohenstein dem Preußischen Bund bei, kehrte aber im Dreizehnjährigen Krieg wieder zum Orden zurück. Im Reiterkrieg von 1519–1526 wurde Hohenstein von polnischen Truppen besetzt. Im Herzogtum Preußen wurde die Burg Sitz eines Amthauptmannes.
1847 wurde in der Ordensburg ein Gymnasium eingerichtet. Auch die Zweite Schlacht bei Tannenberg überstand die Burg. Seit der Übernahme der Stadt durch Polen dient die Burg als Berufsschule.